# Barry Keoghan
Barry Keoghan (født 18. oktober 1992 i Summerhill, Dublin) er en irsk skuespiller.
Keoghan begyndte sin skuespilkarriere i 2011 og opnåede anerkendelse i 2017 for sine roller i Christopher Nolans Dunkirk og Yorgos Lanthimos The Killing of a Sacred Deer. Han fik ros for sine præstationer i den irske krimi Calm with Horses (2019) og i fantasyfilmen The Green Knight (2021). Han har også medvirket i stort opsatte film, eksempelvis som Druig i Marvel Cinematic Universe-filmen Eternals (2021). I 2022 medvirkede han i Martin McDonaghs The Banshees of Inisherin, for hvilken han vandt BAFTA-prisen for bedste mandlige birolle og blev desuden nomineret til Golden Globe og til Oscar for bedste mandlige birolle. Keoghan medvirkede derefter i det psykologiske drama Saltburn (2023). For den rolle blev han nomineret til en Golden Globe og til BAFTA-prisen for bedste mandlige hovedrolle.
Blandt hans udmærkelser er en BAFTA-pris, nomineringer til en Oscar-pris og to Golden Globe-priser. I 2020 blev han opført som nummer 27 på The Irish Times' liste over Irlands største filmskuespillere.
Han har også medvirket i tv-serier, herunder i RTÉ-dramaet Love/Hate (2013), HBO-miniserien Chernobyl (2019), den sidste sæson af Netflix' Top Boy (2023) og i Apple TV+-miniserien Masters of the Air (2024).

## Filmografi

### Film i udvalg
- The Killing of a Sacred Deer (2017)
- Dunkirk (2017)
- Eternals (2021)
- The Green Knight (2021)
- The Batman (2022)
- The Banshees of Inisherin (2022)
- Saltburn (2023)

### Tv
| År   | Titel               | Rolle                   | Noter               |
| ---- | ------------------- | ----------------------- | ------------------- |
| 2011 | Fair City           | Dave Donoghue           | 3 afsnit            |
| 2013 | Jack Taylor : Præst | Hættetrøje 1            | Tv-film             |
| 2013 | Kærlighed/had       | Wayne                   | 6 afsnit            |
| 2016 | Oprør               | Cormac McDevitt         | 4 afsnit            |
| 2019 | Tjernobyl           | Pavel                   | Miniserie; 2 afsnit |
| 2023 | Top dreng           | Jonny                   | 3 afsnit            |
| 2024 | Luftens Mestre      | Løjtnant Curtis Biddick | Miniserie; 3 afsnit |